# Campagne de Nouvelle-Bretagne
Seconde Guerre mondiale, 
Guerre du Pacifique
Batailles
- Arawe
- Cap Gloucester
- Neutralisation de Rabaul
- Talasea
- Baie de Jacquinot
- Baie de Wide–baie d'Open

- Rabaul
- 1re Salamaua-Lae
- Mer de Corail
- Piste Kokoda
- Baie de Milne
- Goodenough
- Buna-Gona-Sanananda
- Lilliput
- Merauke

- Wau
- Mer de Bismarck
- I-Go
- 2e Salamaua-Lae
- Chronicle
- Monts Finisterre
- Bougainville
- Bombardement de Wewak
- Péninsule de Huon
- Nouvelle-Bretagne
- Bombardement de Rabaul

- Neutralisation de Rabaul
- Îles de l'Amirauté
- Emirau
- Take Ichi
- Nouvelle-Guinée occidentale

La campagne de Nouvelle-Bretagne est une série de batailles s'échelonnant de décembre 1943 à août 1945, pendant la campagne de Nouvelle-Guinée lors de la Seconde Guerre mondiale. Les forces australo-américaines menèrent des débarquements successifs en Nouvelle-Bretagne (faisant à cette époque partie du Territoire de Nouvelle-Guinée sous mandant australien), destinés à accentuer l'isolement de la base japonaise de Rabaul qui était alors la plus grande base militaire et logistique de l'empire du Japon dans le sud du Pacifique où étaient stationnés plus de 100 000 de ses civils et militaires.

## Le contexte

### L'occupation japonaise
Les forces japonaises s'emparent de la Nouvelle-Bretagne en janvier 1942 car ils veulent mettre la main sur Rabaul. Ils submergent aisément la petite garnison australienne lors de la bataille de Rabaul. L'objet de cette invasion est d'empêcher les Alliés d'utiliser Rabaul comme base pour attaquer la position japonaise des îles Truk dans le Pacifique central mais aussi de s'en servir comme point d'ancrage pour de futures progressions dans la région. Si des centaines de soldats australiens peuvent s'échapper et sont évacués entre février et mai, près de neuf cents sont faits prisonniers et traités dans des conditions très rudes. Les cinq civils européens faits prisonniers sont internés. Le 1er juillet 1942, 849 prisonniers de guerre et 208 civils capturés sont tués du fait du torpillage par un sous-marin américaine du Montevideo Maru les transportant vers le Japon. Le reste des prisonniers européens sont transférés dans les îles Salomon où ils décèdent du fait des conditions atroces de leur détention.
Les autorités japonaises conservent le système administratif australien pour la gestion de l'île. Elle s'appuie sur les chefs de village, dont beaucoup se tournent vers les Japonais, soit pour assurer leur survie, soit pour prendre le dessus sur des rivaux. Ceux qui refusent de faire allégeance aux Japonais sont sévèrement punis, certains chefs étant exécutés. Si les femmes et les enfants d'origine européenne ont été évacués vers l'Australie peu avant la guerre, les Asiatiques n'ont pas bénéficié du même traitement. La communauté chinoise craint d'être maltraitée voire massacrée, à l'image de ce qui est arrivé sur d'autres territoires dans le Pacifique. Si les occupants ne vont pas jusqu'à exterminer certains habitants, ils enrôlent de force les hommes pour les faire travailler dans les champs tandis que certaines femmes sont victimes de viol, quand elles ne sont pas contraintes de devenir des femmes de réconfort.
Après l'invasion de la Nouvelle-Bretagne, les Japonais établissent une large base à Rabaul. Dès le début de l'année 1942, les Alliés lancent des attaques aériennes contre les infrastructures japonaises près de la ville, généralement sans grand succès. Au milieu de l'année 1943, un réseau de quatre aérodromes est établi à Rabaul pour accueillir 256 chasseurs et 166 bombardiers. Ces appareils ont pour mission de combattre les Alliés en Nouvelle Guinée et dans les Salomon. La ville devient aussi un port d'importance, avec la construction de docks et d'infrastructures de réparation de navires. D'importantes provisions sont stockées dans des entrepôts et des dépôts à ciel ouvert, parfois à l'extérieur de Rabaul. Quelques autres infrastructures sont établies par les Japonais en Nouvelle-Bretagne, à l'image de l'aérodrome construit à Gasmata, sur la côte sud de l'île. Tant les Japonais que les Australiens maintiennent des unités de garde-côtes à différents endroits de la région. En ce qui concerne les Australiens, ce sont des civils volontaires qui exercent cette mission.
En 1943, quelques éléments de l’Allied Intelligence Bureau (Bureau de renseignement allié), comprenant des troupes australiennes et néo-guinéennes, débarquent en Nouvelle-Bretagne. Leur mission est de recueillir des informations, de réaffirmer la souveraineté australienne et de secourir des aviateurs alliés. En réaction, les Japonais pourchassent les membres de l'AIB et les garde-côtes australiens, n'hésitant pas à commettre des atrocités contre les civils soupçonnés de les aider. L'AIB participe aussi à l'équipement et à l'entraînement de Néo-Guinéens qui mènent une efficace guérilla de basse intensité contre les garnisons japonaises. Toutefois, l'attaque de certains villages soupçonnés de collaborer avec les Japonais contribue aussi à déclencher des rivalités tribales.

### Forces en présence
En 1943, plus de 100 000 militaires et civils japonais sont présents en Nouvelle-Bretagne et en Nouvelle-Irlande. Ces effectifs sont principalement positionnés autour du quartier-général de la 8e armée régionale , sous le commandement du général Hitoshi Imamura : la 17e division (11 429 hommes à la fin de la guerre), la 38e division (13 108 hommes), la 39e brigade (5 073 hommes), la 65e brigade (2 729 hommes), le 14e régiment (2 444 hommes), le 34e régiment (1 879 hommes) et le 35e régiment (1 967 hommes). Au total, ces forces rassemblent des effectifs représentant approximativement quatre divisions, auxquelles s'ajoutent les troupes navales équivalant à une division. A la fin de la guerre, elles sont regroupées autour de Rabaul et de la péninsule de Gazelle à proximité. Sans soutien aérien et maritime du fait des efforts des Alliés pour les isoler, ils sont privés de tout espoir de renfort et de ravitaillement. Dès février 1943, les communications directes entre Rabaul et le Japon sont coupées, contraignant la 8e armée à survivre par ses propres moyens.
Par comparaison, les troupes alliées sont peu nombreuses, ne représentant jamais plus d'une division comptabilisant des forces australiennes, américaines et néo-guinéennes. La Task Force américaine Director qui sécurise Arawa est une équipe de combat régimentaire (Regimental Combat Team, soit un régiment renforcé) issu du 112e régiment de cavalerie. Par la suite, les Américains sont représentés par la 1re division des Marines, puis la 40e division d'infanterie, avant que les Australiens ne prennent la suite au travers de la 5e division. Cette infériorité numérique constante est en partie due aux mauvaises estimations des forces japonaises en présence et à la stratégie alliée, qui ne fait pas de la Nouvelle-Bretagne un enjeu majeur. L'objectif est principalement de s'emparer et de défendre des positions pouvant servir de terrains d'aviation et de contenir les troupes japonaises.

## Opérations préliminaires

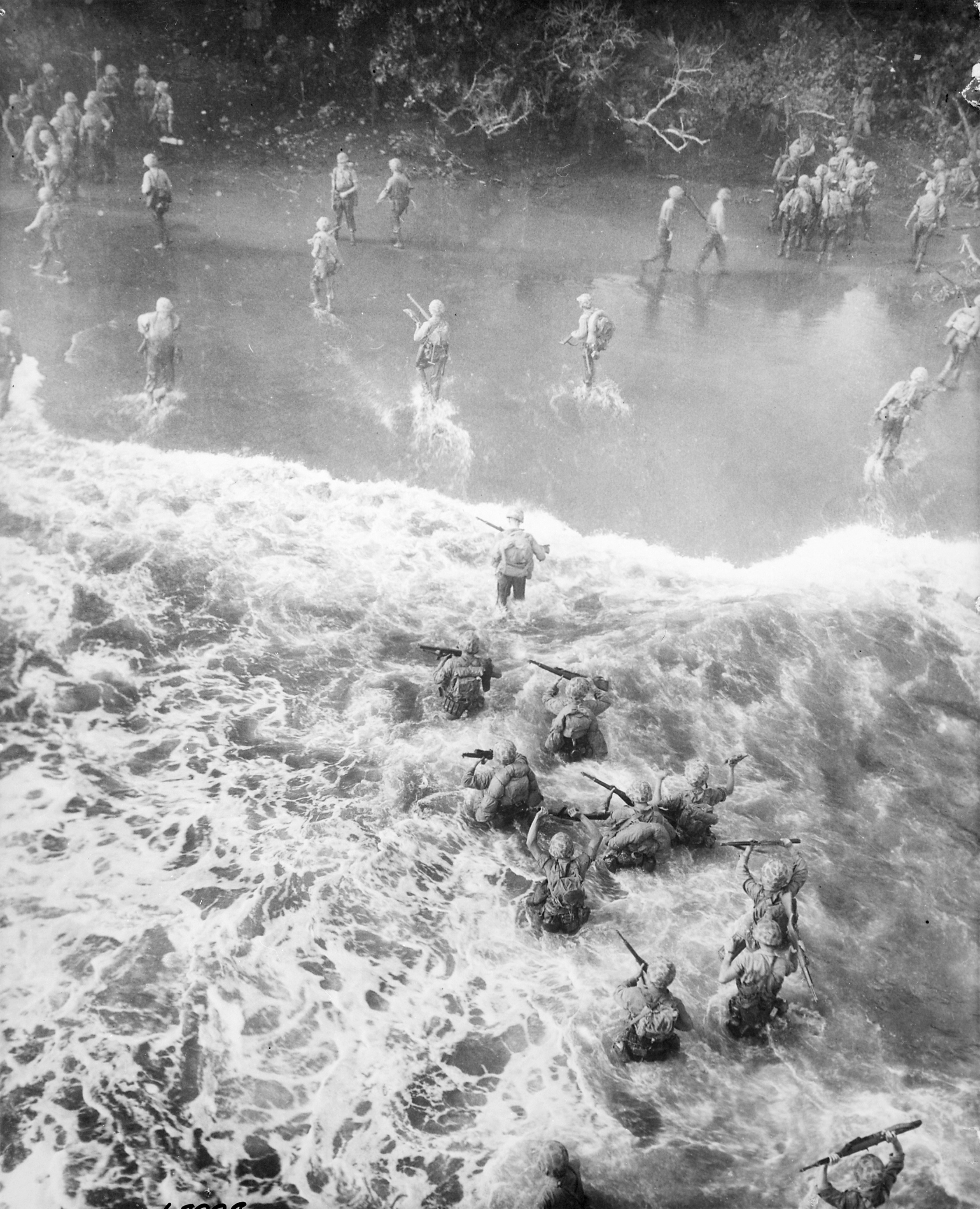
Beach at Cape Gloucester

À partir du milieu de l'année 1942, les plans des Alliés dans le Pacifique se concentrent sur la reprise ou la neutralisation de la base de Rabaul. En juillet 1942, l'état major interarmées américain ordonne une offensive en tenaille contre Rabaul. Les troupes affectées à la région du Pacifique sud doivent s'emparer des îles Salomon en partant de Guadalcanal. Dans le même temps, les forces de la zone du sud-ouest du Pacifique, dirigées par le général Douglas MacArthur, doivent prendre Lae et Salamaua sur la côte nord de la Nouvelle-Guinée. Une fois ces objectifs atteints, les deux armées doivent débarquer en Nouvelle-Bretagne pour se diriger sur Rabaul. Toutefois, ce plan s'avère trop ambitieux car MacArthur n'a pas les effectifs pour le mener à bien. En outre, les Japonais lancent au même moment une violente offensive sur Port Moresby, qui est défendu au prix de rudes combats lors de la campagne de la piste Kokoda, la bataille de la baie de Milne et la bataille de Buna-Gona. Néanmoins, les Alliés en sortent victorieux et conservent la Nouvelle-Guinée, qui devient dès lors une base pour mener des offensives dans les alentours.
Au début de l'année 1943, les Alliés revoient leurs plans. À la suite d'une conférence importante, l'état major interarmées arrête une nouvelle stratégie qui vise moins à s'emparer de Rabaul qu'à réduire la menace qu'elle fait peser pour les Alliés. C'est l'opération Cartwheel. MacArthur reçoit pour mission d'établir des terrains d'aviation sur deux îles au large de la Nouvelle-Guinée, de s'emparer de la péninsule de Huon en Nouvelle-Guinée et de débarquer à l'ouest de la Nouvelle-Bretagne. La zone du Pacifique Sud doit quant à elle poursuivre sa progression depuis les îles Salomon vers Rabaul, en débarquant notamment sur l'île de Bougainville. Dans les premières ébauches du plan, en juin 1943, MacArthur doit prendre Rabaul mais cet objectif est revu à la baisse car l'état-major interarmées estime que l'isolement et l'affaiblissement de la base japonaise est un objectif suffisant et accessible par un bloc et des bombardements aériens. MacArthur est d'abord hostile à ce changement de cap mais il est entériné par la Conférence de Québec en août.
En octobre 1943, la 5e armée aérienne américaine, la principale force aérienne alliée positionnée dans la région du Pacifique sud-ouest, commence ses assauts contre Rabaul. Leur but est d'empêcher les Japonais d'utiliser cette position comme base navale ou aérienne et de soutenir le débarquement prévu sur Bougainville le 1er novembre, ainsi que les débarquements à l'ouest de la Nouvelle-Bretagne programmés pour décembre. Le premier raid intervient le 12 octobre et implique 349 appareils. D'autres attaques sont menées par la suite, à chaque fois que les conditions météorologiques le permettent. Le 5 novembre, deux porte-avions américains attaquent la ville et le port, contraignant la Marine impériale japonaise à renoncer à se servir de Rabaul comme base maritime. À partir de nombre, la campagne s'intensifie, dès lors que des appareils peuvent décoller de terrains d'aviation aménagées sur les îles des Salomon récemment reconquises.

## Invasion de la Nouvelle Bretagne occidentale

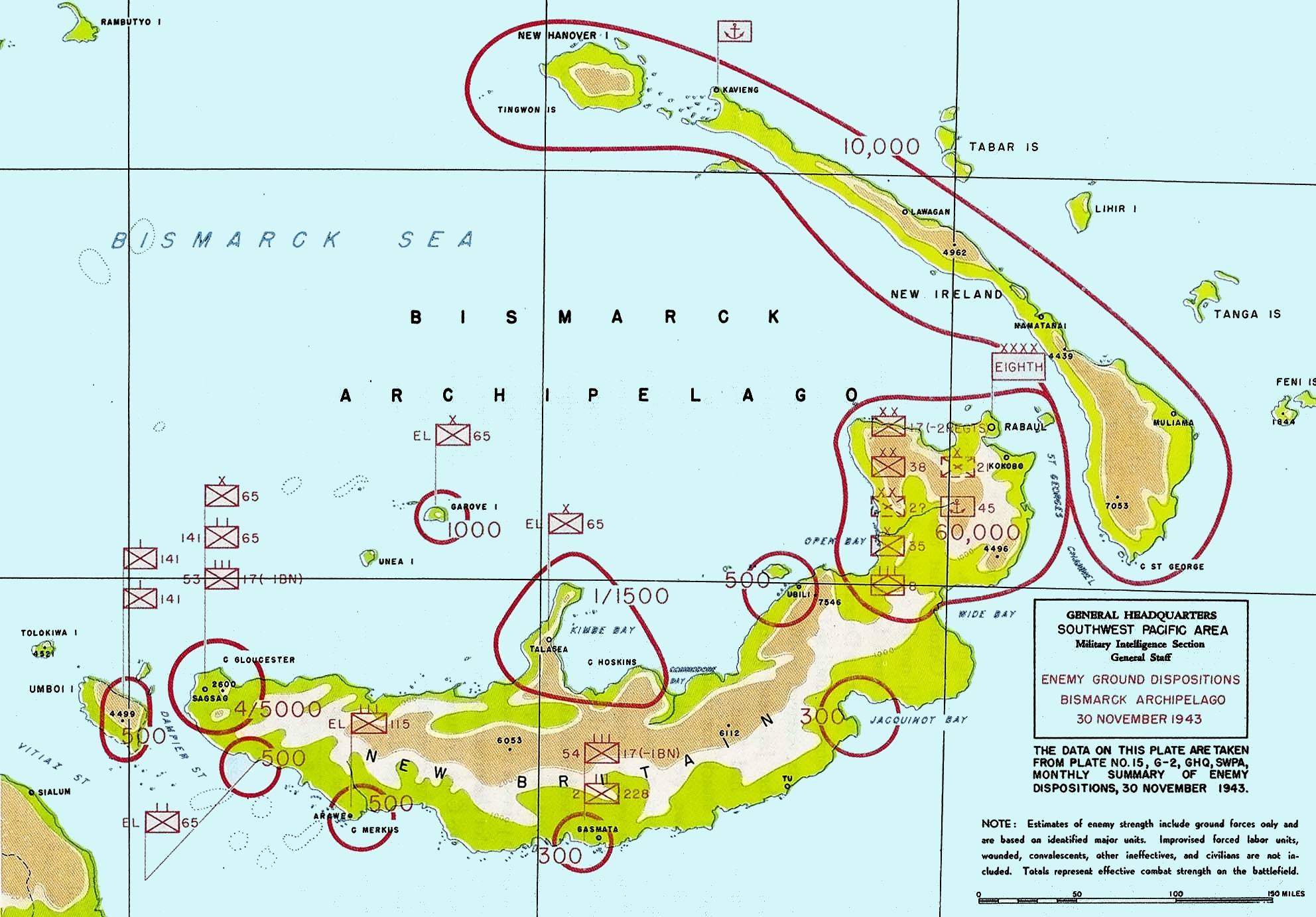
Disposition des forces japonaises en Nouvelle-Bretagne avant le début de la campagne

### Plans respectifs
Le 22 septembre 1943, l'état-major de MacArthur ordonne l'invasion de la Nouvelle-Bretagne, sous le nom d'opération Dexterity. La 6e armée américaine doit débarquer des troupes dans la région du cap Gloucester, à l'ouest de la Nouvelle-Bretagne, ainsi qu'à Gasmata, pour contrôler la partie à l'ouest de la ligne allant de Gasmata à Talasea sur la côte nord. Le lieutenant-général George Kenney, chef de la composante aérienne de la force de MacArthur, est opposé à cette opération car il estime les délais d'implantation de terrains d'aviation sur le Cap Gloucester trop longs. Les aérodromes déjà présents en Nouvelle-Guinée lui semblent suffisants pour bombarder Rabaul et soutenir des débarquements ailleurs dans la région. Néanmoins, Walter Krueger, le général en chef de la 6e armée et les amiraux de MacArthur estiment que l'invasion de la Nouvelle-Bretagne est impérative pour contrôler le détroit de Vitiaz, par lequel doivent transiter des convois alliés vers l'ouest de la Nouvelle-Guinée. Pour autant, l'armée américaine ajourne l'opération Dexterity en novembre car elle craint l'arrivée récente de renforts japonais ainsi que la proximité de la zone de débarquement avec les pistes d'aviation de Rabaul. Enfin, la région est considérée comme trop humide. Le 21 novembre, c'est la zone d'Arawa qui est ciblée pour un débarquement au sud-ouest de la Nouvelle-Bretagne, de manière à y installer une base de PT boats et détourner l'attention des Japonais du débarquement principal à Cape Gloucester. Une fois les forces aériennes et maritimes nécessaires rassemblées, le débarquement est prévu pour le 15 à Arawe et pour le 26 décembre au cap Gloucester.
Depuis août 1943, la 6e armée est chargée de préparer l'opération Dexterity. Les renseignements qui nourrissent cette préparation proviennent de patrouilles des Marines ou d'unités de la 6e armée qui débarquent en Nouvelle-Bretagne entre septembre et décembre, ainsi que de photographie aériennes. La 1re division de Marines est la principale formation choisie pour le débarquement, aux côtés d'unités d'artillerie, de transport, du génie et de logistique, connues sous le nom de Backhander Task Force. Le 112e régiment de cavalerie, en réalité une unité d'infanterie, doit débarquer à Arawe. Il est soutenu par des unités d'artillerie et du génie et forme, avec celles-ci, la Director Task Force.
A la fin de l'année 1943, le quartier-général de l'armée impériale japonaise estime que, dans le sud-ouest du Pacifique, les Alliés vont sûrement tenter une percée à travers les îles Salomon et l'archipel Bismarck dans les mois à venir pour se rapprocher des possessions japonaises de l'ouest et du centre du Pacifique. Par conséquent, des renforts sont acheminés sur les positions stratégiques de la région pour ralentir les forces alliées. Néanmoins, d'importantes troupes restent à Rabaul car les Japonais craignent une attaque directe contre la ville. De ce fait, à l'ouest de la Nouvelle-Bretagne, ils ne maintiennent que des forces limitées, autour des pistes d'aviation du Cape Gloucester et de quelques positions positions qui permettent à des navires légers de faire la navette entre Rabaul et la Nouvelle-Guinée, tout en offrant des abris à d'éventuelles attaques aériennes. L'île se situant à l'est de la zone de défense nationale absolue établie par les Japonais le 15 septembre, la mission des troupes sur place est moins de repousser les Alliés que de les ralentir, le temps de défendre au mieux des régions plus importantes stratégiquement.

### Bataille d'Arawe

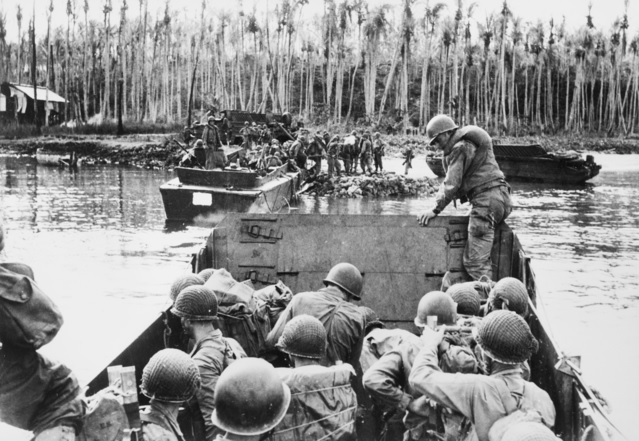
Débarquement américain à Arawe.

Le débarquement sur Arawe par la Director Task Force du Brigadier général Julian Cunningham est préparé sur l’île de Goodenough où les troupes s’entraînent avec leur embarquement le 13 décembre 1943. Lors des semaines précédant l’opération, l’aviation alliée mènent d’importantes actions en Nouvelle-Bretagne mais épargnent la zone du débarquement pour ne pas alerter les Japonais sur l’imminence d’une intervention près d’Arawe. Les navires arrivent au large de la péninsule d’Arawe, près du cap Merkus, vers trois heures du matin le 15 décembre. Deux éléments avancés sont immédiatement débarqués pour profiter de l’obscurité, avec l’ordre de détruire un radiotransmetteur sur l’île de Pilelo au sud-est et de couper la piste menant vers la péninsule. Toutefois, les hommes débarqués près d’Umtingalu rencontrent une forte résistance et sont repoussés. En revanche, les troupes débarquées à Pilelo submergent rapidement la petite force japonaise, atteignant aisément leur objectif.
Dans le même temps, le principal assaut intervient vers 6h30 après une période de confusion lors de l’embarquement dans les barges de débarquement. Les troupes au sol sont soutenues par un important bombardement aérien et naval et ne rencontrent qu’une faible résistance sur le rivage. A l’exception d’une mitrailleuse qui est rapidement neutralisée par la première vague, les Japonais ne sont pas en mesure d’opposer une résistance forte. Les quelques chasseurs en provenance de Rabaul sont chassés par les avions américains. En dépit de la confusion du débarquement entre les différentes vagues, les Américains sécurisent rapidement une tête de pont. L’après-midi, ils se sont emparés de la plantation d’Amalut et établissent une puissante position défensive à travers la péninsule d’Arawe. Dans les jours qui suivent, des renforts japonais arrivent et contre-attaquent. Cependant, ils rencontrent un adversaire qui a aussi été renforcé par le débarquement de chars d’assaut et sont repoussés. Ils sont même contraints de se replier vers l’intérieur des terres, à proximité d’un terrain d’aviation, mettant fin à la bataille pour la péninsule d’Arawe.

### Bataille du cap Gloucester
Le débarquement sur le cap Gloucester intervient le 26 décembre. Il est précédé de l’action à Arawe, qui disperse les forces japonaises et de plusieurs exercices de débarquement autour de Cape Sudest quelques jours plus tôt. La 1re division de Marines, dirigée par le major général William H. Rupertus, est choisie pour l’opération. Deux plages sont sélectionnées pour débarquer, à l’est des pistes d’aviation de Cape Gloucester, principaux objectifs de l’assaut. Un site de débarquement secondaire est aussi choisi de l’autre côté du cap, à l’ouest des terrains d’aviation. Des troupes du 7eme régiment de Marines embarquent à Oro Bay. Elles sont escortées par les navires australiens et américains de la Task Force 74 et sont renforcées en cours de route par l’arrivée de la 1re division et de l’artillerie du 11ème régiment de Marines. Là encore, un important bombardement aérien précède de plusieurs semaines l’opération, qui détruit un nombre important de positions défensives japonaises, affectant de fait le moral des troupes adverses. Au petit matin du 26 décembre, les bombes continuent de tomber près des plages de débarquement, engendrant de la fumée qui obscurcit les sites choisis pour toucher terre. Néanmoins, le débarquement américain est un succès et une contre-offensive japonaise est repoussée le jour même. Le lendemain, le 1er régiment de Marines progresse vers l’ouest et l’aérodrome. Une position défensive nippone est prise dans l’après-midi avant que la progression américaine ne soit interrompue, alors que des renforts débarquent. L’avance reprend le 29 décembre et les terrains d’aviation sont conquis. Au cours des deux premières semaines de janvier 1944, les Marines progressent vers le sud depuis leur tête de pont pour éliminer les forces ennemies présentes dans la région. Des combats parfois rudes les opposent aux Japonais du 141e régiment d’infanterie, qui défendent des positions surélevées. Le 15 janvier, les Marines finissent par sécuriser la zone.
Grâce à ces succès, les Alliés dominent désormais les lignes de communication maritimes des deux côtés du détroit de Vitiaz. En janvier 1944, ils cherchent à approfondir leurs succès en débarquant à Saidor, en Nouvelle-Guinée, après avoir nettoyé la péninsule de Huon et pris Finschhafen. Les Japonais réagissent en retirant les forces encore présentes dans la péninsule de Huon et en contournant Saidor où les Américains ont justement débarqué pour couper la retraite nippone. Finalement, ils se replient jusqu'à Madang.
A la mi-janvier, Sakai demande la permission de se retirer de l'ouest de la Nouvelle-Bretagne. Le 21 janvier, Imamura l'autorise et les troupes japonaises se replient vers la région de Talasea. Des patrouilles de Marines harcèlent les Japonais et des escarmouches interviennent au centre de l'île ainsi que le long de la côte nord.

### Bataille de Talasea

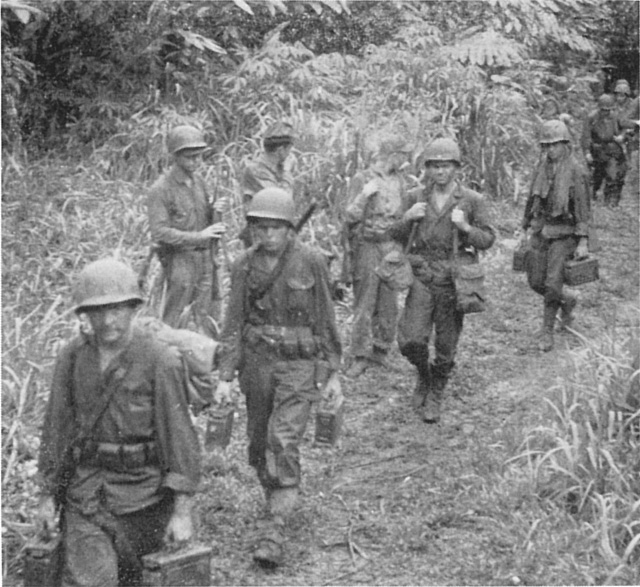
Les Marines américains progressant vers l'aérodrome de Talasea.

Au cours des mois qui suivent les débarquements à Arawe et Cape Gloucester, les combats sont rares en nouvelle-Bretagne car les Japonais évitent l’affrontement pour se replier vers Rabaul. Les forces américaines sécurisent l’île de Rooke en février 1944, date à laquelle la garnison japonaise s’est déjà retirée. En mars, un nouveau débarquement est effectué à Talasea, sur la péninsule de Willaumez. Cette opération a pour objectif de couper la retraite des Japonais et elle mobilise un Regimental Combat Team, issu du 5e régiment de Marines. Le débarquement a lieu à l’ouest d’un isthme étroit, près de la plantation Volupai. Une fois débarqués, les Marines progressent vers l’est et la piste d’atterrissage d’urgence de Talasea, sur le littoral opposé. Un petit groupe de Japonais parvient néanmoins à contenir les forces américaines et à les empêcher de progresser suffisamment vite pour couper la route des forces japonaises en plein repli depuis le cap Gloucester.
Les attaques aériennes sur Rabaul s’intensifient après la mise en service de terrains d’aviation sur l’île de Bougainville, en janvier 1944. La ville est rasée et les bombardements endommagent un grand nombre d’avions et de navires. Néanmoins, l’armée japonaise parvient à préserver la plupart de ses équipements car ses stocks ont été déplacés dans des grottes volcaniques au cours du mois de novembre. Néanmoins, les navires détruits obligent les Japonais à ne plus envoyer que des sous-marins vers Rabaul. Quant aux unités aériennes positionnées autour de la ville, elles effectuent un dernier raid d’interception le 19 février. Par la suite, seules les unités antiaériennes au sol continuent de combattre l’aviation alliée. Plus globalement, Rabaul cesse d’être une base permettant aux Japonais de ralentir les Alliés, mais elle reste une position très bien défendue par 98 000 hommes et des centaines de pièces d’artillerie et antiaériennes. En outre, des fortifications sont établies aux environs de la péninsule de Gazelle, où le terrain escarpé est aussi un atout défensif. Le 15 mars 1944, le quartier-général japonais ordonne à la 8e armée régionale de tenir la région de Rabaul aussi longtemps que possible, de manière à détourner des forces alliées d’autres régions tenues par les Japonais.
En août 1944, Arawe et le cap Gloucester sont dorénavant solidement tenus par les Américains. La 40e division d’infanterie commandée par Rapp Brush relève les Marines et le régiment de cavalerie. Une période de relative inactivité commence alors sur l’île car les deux adversaires détiennent les deux extrémités opposées. Dans sa partie centrale, des patrouilles de l’AIB dirigées par les Australiens mènent des actions de guérilla. Elles parviennent à chasser les Japonais des avant-postes d’Ulamona sur la côte nord et de Kamandran sur la côte sud. À la mi-1944, l’état-major de la 8ème armée japonaise revoit sa position sur la stratégie des Alliés en Nouvelle-Bretagne. Alors qu’il croyait à une offensive directe sur Rabaul, il estime qu’avec la progression ennemie vers les Philippines, cette éventualité est moins probable. Il considère désormais que les Alliés vont probablement progresser lentement à travers la Nouvelle-Bretagne et n’attaquer Rabaul qu’en fonction du déroulement de leur campagne générale contre le Japon. C'est seulement si celle-ci venait à s’embourber ou bien encore que les Australiens ne décident d’un déploiement de force plus important en Nouvelle-Bretagne que Rabaul pourrait de nouveau être menacée.

### Les Australiens à la manœuvre
En octobre 1944, le commandement allié transfère la 40e division aux Philippines. La responsabilité des opérations en Nouvelle-Bretagne passe entre les mains des Australiens, dont le gouvernement désire utiliser ses propres troupes pour reprendre un territoire australien que les Japonais ont conquis au début de la guerre. La 5e division, commandée par le Major General Alan Ramsay, est choisie pour remplacer les Américains. En mai 1944, elle est concentrée autour de Madang après les opérations de nettoyage de la péninsule de Huon. A cette période, le renseignement allié sous-estime les forces japonaises à Rabaul, considérant que seuls 38 000 sont encore présents. Or, ce sont au moins deux fois plus d'hommes qui sont encore en Nouvelle-Bretagne, à l'intérieur des fortifications érigées autour de Rabaul. Au total, les effectifs aptes au combat sont de 69 000 hommes dont 53 000 hommes de l'armée de terre et 16 000 de la marine. S'ils sont principalement positionnés au niveau de la péninsule de Gazelle, certains défendent des postes avancés aussi lointain qu'Awul. En raison de leur isolement, ces garnisons doivent bien souvent cultiver du riz et entretenir des potagers pour leur propre subsistance. Quant aux enclaves alliées de Talasea-cap Hoskins, Arawe et cap Gloucester, elles ne sont pas attaquées par les Japonais. Les deux camps observent une forme de trêve tacite, aucun des deux n'étant en mesure de prendre le dessus. Du fait des intenses bombardements alliés, seuls deux avions japonais sont encore opérationnels et les navires restants sont 150 barges seulement capables de transporter de faibles quantités de provisions ou de troupes le long de la côte.

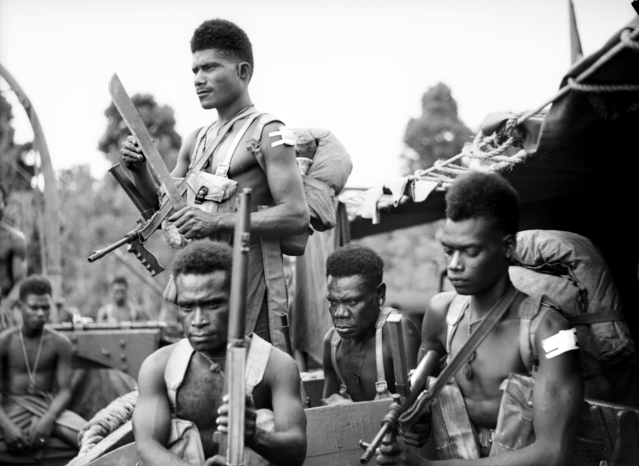
Des soldats du 1er bataillon d'infanterie néo-guinéen sur un navire de transport, près de la baie de Jacquinot, en novembre 1944.

Les forces de Ramsay reçoivent l'ordre d'isoler les forces japonaises sur la péninsule de Gazelle. Le général australien doit maintenir une pression constante sur l'ennemi, sans entreprendre d'opérations de grande envergure. Les Australiens conduisent des actions limitées, généralement par le biais de patrouilles qui doivent progresser au-delà de l'extrémité ouest de l'île où les Américains sont restés. Deux bases sont créées. une autour de la baie de Jacquinot sur la côte sud et une autre sur la côte nord, autour du cap Hoskins.
Au début du mois d'octobre 1944, le 36e bataillon d'infanterie débarque au cap Hoskins pour relever les Américains. Au début du mois de novembre, c'est au tour des éléments restants de la 6e brigade d'infanterie de débarquer dans la baie de Jacquinot. Dans les semaines suivantes, d'importantes quantités de provisions et d'équipements sont débarquées, ainsi que des hommes chargés de construire diverses infrastructures comme des routes, un aérodrome, des quais et un hôpital jusqu'en mai 1945. Deux escadrons de Vought F4U Corsair de la Royal New Zealand Air Force fournissent un soutien aérien sur l'île. Les barges de débarquement du 594th Engineer Boat and Shore Regiment, une unité du génie américain soutient aussi les troupes australiennes jusqu'à l'arrivée d'une Landing Craft Company (compagnie de barges de débarquement) australienne en février 1945.
En raison du manque de navires, le transfert de la 5e division prend du temps et n'est terminé qu'en avril 1945. Néanmoins, dès décembre, les Australiens sont en mesure de progresser peu à peu le long des côtes nord et sud, vers la péninsule de Gazelle, jusqu'à une ligne entre la baie de Wide et la baie d'Open. Le gros des forces japonaises reste groupé autour de Rabaul et seuls 1 600 hommes sont déployés hors des défenses de la ville. Les opérations australiennes prennent la forme de débarquements amphibies, de traversées de cours d'eau et d'actions de faible envergure permettant une avancée régulière. Le 36e bataillon d'infanterie étend la tête de pont autour du cap Hoskins au début du mois de décembre en avançant vers Bialla où deux compagnies établissent un poste avancé, d'où des patrouilles sont menées vers l'est. Le retrait des Japonais au-delà du fleuve Pandi permet la création d'une nouvelle base autour d'Ea Ea, où les Australiens peuvent encore progresser en utilisant des barges. En outre, le 1er bataillon d'infanterie néo-guinéen arrive en renfort en janvier 1945. Par la suite, sur la côte nord, les Australiens continuent jusqu'à la baie d'Open, établissant un avant-poste autour de Baia et patrouillant dans la plantation Mavelo où des accrochages mineurs interviennent.

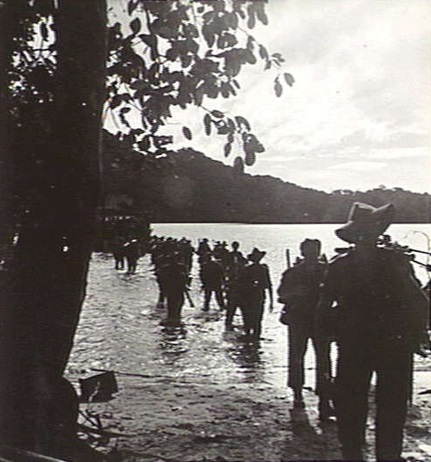
Débarquement du 37e/52e bataillon d'infanterie dans la baie d'Open en mai 1945.

Dans le même temps, sur la côte sud, la progression commence à la fin du mois de décembre, en direction de la baie de Wide. Une base avancée est établie autour de Milim à la mi-février 1945 par le 14e/32e bataillon d'infanterie, transporté par barge via Sampun. Le 15 février, les Australiens prennent Kamandran après un bref engagement durant lequel une patrouille du 1er bataillon d'infanterie néo-guinéen mène avec succès une embuscade. Progressivement, la résistance japonaise s'accroît. Quand les Australiens s'avancent à proximité de la baie d'Henry Reid pour sécuriser la région de Waitavalo-Tol, celle-ci est détenue par une unité japonaise de la taille d'un bataillon.
Au cours des six semaines suivantes, des combats se déroulent pour réduire la principale position japonaise dans la région du Mont Sugi. Le 5 mars, le 19e bataillon d'infanterie traverse la Wulwut et doit rapidement faire face à une solide position défensive. En effet, les Japonais s'appuient sur des crêtes à l'ouest de la Wulwut, qu'ils défendent avec des mortiers, des mitrailleuses et des mines. En outre, des pluies torrentielles freinent la progression australienne. Des combats parfois violents éclatent, avec notamment l'attaque de la colline Bacon par le 14e/32e bataillon d'infanterie le 18 mars. Après la conquête de la région de Waitavalo-Tol en mars et avril, les Australiens exploitent leur succès pour progresser en direction de la baie de Jammer. De surcroît, des renforts arrivent avec la 13e brigade d'infanterie puis la 4e brigade d'infanterie, alors que l'offensive australienne arrive à son terme. Des changements dans la chaîne de commandement interviennent en avril, avec le remplacement de Ramsay par Horace Robertson puis par Kenneth Eather au début du mois d'août. Lors des derniers mois de la guerre, les Australiens se contentent de patrouille le long de l'isthme de la péninsule de Gazelle pour prévenir toute tentative des Japonais de sortir de la région de Rabaul.

## Conclusion

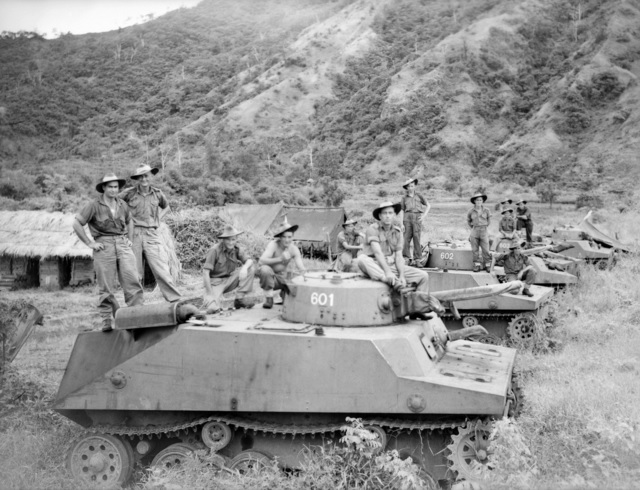
Des soldats australiens posent sur des chars japonais en septembre 1945.

Rabaul tombe aux mains des Alliés le 6 septembre 1945. 8 000 prisonniers de guerre sont libérés dans les camps japonais de l'île. Au total, les pertes australiennes depuis octobre 1944 sont limitées, puisqu'elles s'élèvent à cinquante-trois morts et cent-quarante blessés. Vingt et un soldats périssent aussi de maladies. La 1re division américaine a subi des pertes plus lourdes, avec 310 morts et 1 083 blessés. Les pertes alliées lors des combats à Arawe sont de 118 morts, 352 blessés et quatre disparus. Les Japonais ont payé le tribut le plus lourd de cette campagne, avec une estimation de 30 000 morts dans l'ensemble de l'archipel de Bismarck, en grande partie dues à des maladies ou à la faim.
La pertinence de cette campagne a donné lieu à des avis divergents parmi les historiens, notamment en ce qui concerne l'intérêt des débarquements américains à Cape Gloucester et Arawe. Selon Henry Shaw et Douglas Kane, les auteurs de l'histoire officielle de l’United States Marine Corps, l'opération à Arawe a sans aucun doute rendu le débarquement de Cape Gloucester plus facile. En revanche, l'historien Samuel Eliot Morison considère que le débarquement d'Arawe est d'une importance réduite, étant donné que jamais cette position n'a été utilisée comme base navale et que les ressources employées auraient pu être utilisées ailleurs. Quant à l'historien de l’US Army, John Miller, il conclut que les opérations à Arawe et Cape Gloucester n'étaient sûrement pas nécessaires pour affaiblir le rôle de Rabaul ou la progression vers les Philippines. En revanche, il ne dénie pas tout intérêt à l'offensive en Nouvelle-Bretagne, étant donné l'ampleur limitée des pertes alliées.
Gavin Long, historien australien de la Seconde Guerre mondiale, considère que l'engagement de son pays dans la campagne est marqué par une mauvaise allocation des ressources, notamment sur le plan aérien et maritime. Ainsi, le manque de navires retarde sensiblement le déploiement de la 5e division. Néanmoins, il rappelle que les forces australiennes, relativement inexpérimentées, tiennent tête à des forces japonaises représentant cinq divisions, parvenant même à leur reprendre du terrain. Lachlan Grant parvient aux mêmes conclusions en insistant sur la faiblesse des pertes, par comparaison avec d'autres théâtres d'opérations, notamment à Aitape-Wewak. Le général John Coates juste que « par bien des aspects, les opérations australiennes en Nouvelle-Bretagne ont tout de la campagne classique de containment », c'est-à-dire que les Australiens parviennent à contenir les Japonais dans un espace réduit. Néanmoins, il déplore le manque de soutien naval et aérien par comparaison avec celui, trop important, déployé lors de la campagne de Bornéo. Peter Charlton estime aussi que les actions australiennes constituent un succès mais critique le fait de déployer la 5e division contre une force bien plus importante et le manque de soutien sur lequel elle peut compter. Enfin, l'approche défensive du général japonais Imamura explique en partie le succès de l'opération de containment par une force australienne en nette infériorité numérique. Selon l'historien japonais Kengoro Tanaka, Imamura a reçu l'ordre de préserver ses troupes dans l'attente d'une action coordonnée avec la Marine impériale japonaise. Par conséquent, il a choisi de ne déployer qu'un nombre limité d'hommes en dehors de la forteresse de Rabaul. Eustace Keogh rejoint ce point de vue, affirmant que toute offensive japonaise aurait manqué d'objectif stratégique sans soutien naval et aérien suffisant et, surtout, disponible.

## Galerie

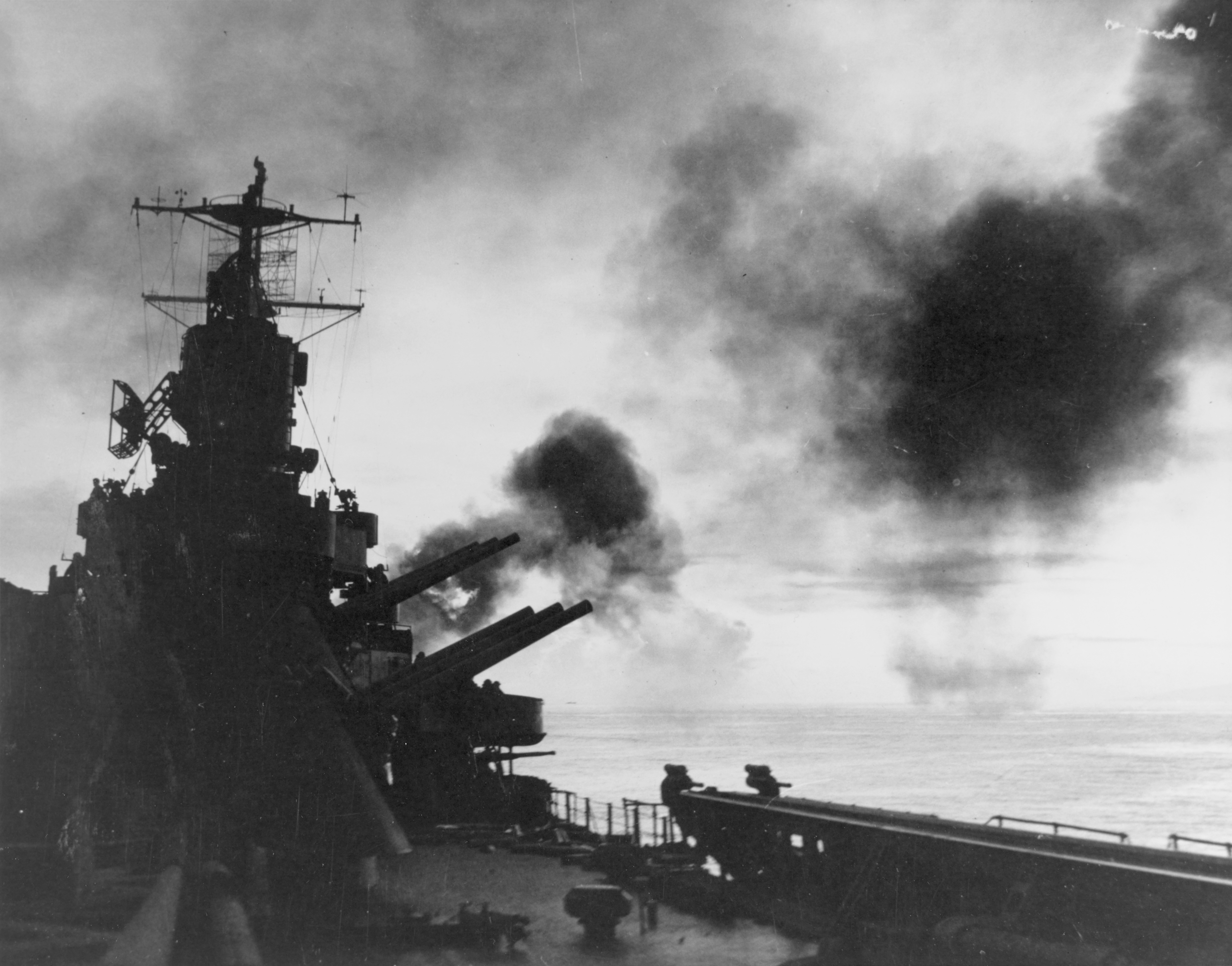
L'USS Phoenix bombardant Cape Gloucester, 24-26 décembre 1943.
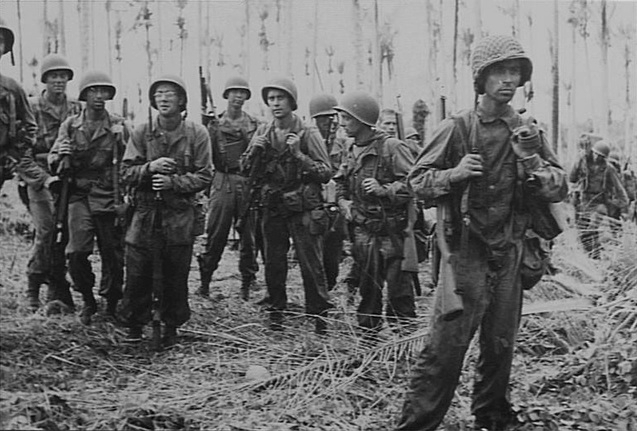
Soldats de l'US Army au retour d'une patrouille près d'Arawe en décembre 1943.
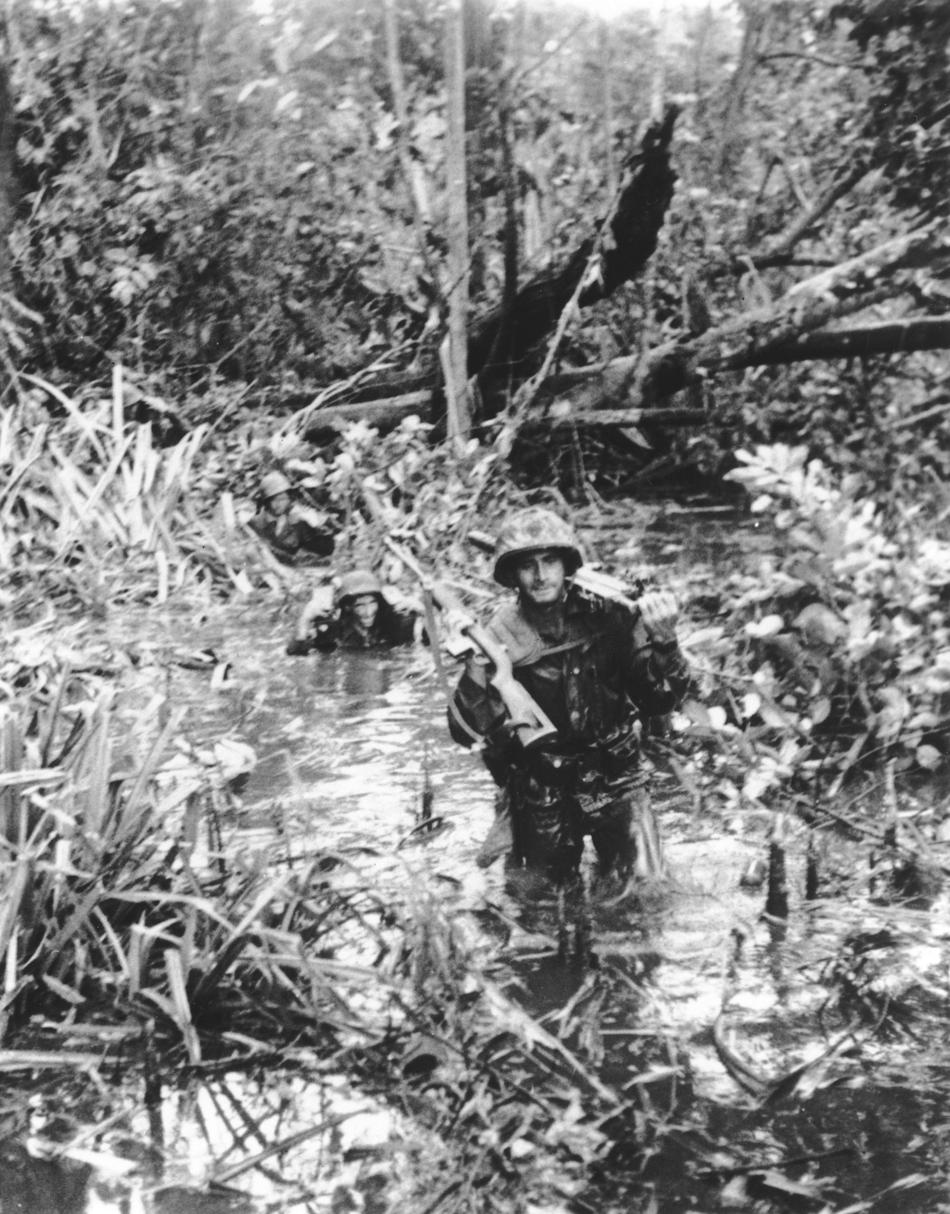
Marines transportant armes et munitions à travers un marais près de Cape Gloucester en janvier 1944.
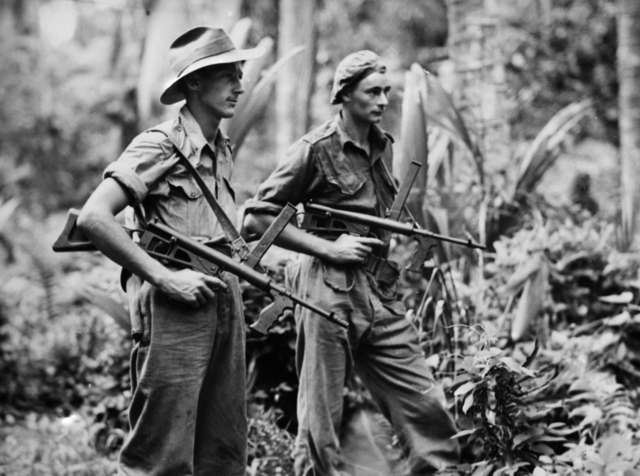
Soldats australiens armés de pistolets-mitrailleurs Owen en Nouvelle-Bretagne, 4 avril 1945.